# Clínica l'Aliança (Girona)
La Clínica l'Aliança és una clínica del municipi de Girona. L'edifici que ocupa és una obra inclosa en l'Inventari del Patrimoni Arquitectònic de Catalunya.

## Edifici
Edifici en cantonada amb accés per la mateixa cantonada, al xamfrà. Al costat de l'accés, pel costat dret, hi ha una torre on es concentren els accessos verticals, que clou amb un frontó ceràmic i on hi ha la referència esgrafiada a l'edifici. Les obertures de la torre són agrupades de 3 en 3 i s'emmotlla a la forma de l'escala. Aquest nucli divideix l'edifici en 2 parts: una de planta baixa i dos pisos, amb semisoterrani, pel costat esquerre i que inclou l'entrada, de finestres unides per la llinda i l'ampit a planta baixa, i de balcons continus a la resta de les plantes amb obertures emmarcades en pedra. La façana està coronada per un ràfec que continua en la segona part (dreta) i que unifica els dos volums. Aquest és de planta baixa i tres pisos, de composició idèntica a l'anterior però amb una planta afegida pel damunt del ràfec i que també es corona amb un ràfec. Actualment s'ha ampliat pel costat dret.
L'edifici fou fet el 1941 i ampliat posteriorment.